# Strahinje
Strahinje is een plaats in de gemeente Krapina in de Kroatische provincie Krapina-Zagorje. De plaats telt 336 inwoners (2001).